# ريال قرطاجنة
ريال قرطاجنة (بالإسبانية: Real Cartagena)‏ هو نادي رياضي كولومبي في كرة القدم، تأسس في سنة 1971 ويتمركز في مدينة قرطاجنة الكولومبية.